# Schafarzikita
La schafarzikita és un mineral de la classe dels òxids que pertany al grup del mini. Va ser anomenada així per Ferenc Schafarzik un mineralogista i enginyer de mines hongarès de Budapest.

## Característiques
La schafarzikita és un òxid de fórmula química Fe2+Sb₂3+O₄. Cristal·litza en el sistema tetragonal. La seva duresa a l'escala de Mohs és 3,5.
Segons la classificació de Nickel-Strunz, la schafarzikita pertany a «04.JA - Arsenits, antimonits, bismutits; sense anions addicionals, sense H₂O» juntament amb els següents minerals: leiteïta, reinerita, karibibita, kusachiïta, apuanita, trippkeïta, versiliaïta, schneiderhöhnita, zimbabweïta, ludlockita, paulmooreïta, estibivanita i chadwickita.

## Formació i jaciments
A més a més de la seva localitat tipus, ha estat descrita en altres regions de centre-europa, nord-amèrica i el sud-est asiàtic. Sovint descrita en dipòsits hidrotermals amb presència d'antimoni. Als territoris de parla catalana ha estat descrita a la mina Linda Mariquita (El Molar, Priorat).